# تشاه مشاع شهي بارسا
تشاه مشاع شهي بارسا (بالإنجليزية: Chah-e Masha Shahid Parsa)‏ هي مستوطنة تقع في Howmeh Rural District في إيران.